# ويليام آر. ويب
ويليام آر. ويب (بالإنجليزية: William R. Webb)‏ هو سياسي أمريكي، ولد في 11 نوفمبر 1842 بمقاطعة بيرسون في الولايات المتحدة، وتوفي في 19 ديسمبر 1926 ببيل بوكلي في الولايات المتحدة. حزبياً، نشط في الحزب الديمقراطي. انتخب عضو مجلس الشيوخ الأمريكي.